# Gail O'Grady
Gail Ann O'Grady (født 23. januar 1963) er en amerikansk skuespiller.

## Privatliv
O'Grady blev født i Detroit, Michigan, som datter af Jan og Jim O'Grady. Hun voksede op i Wheaton, Illinois, og dimitterede fra Wheaton North High School i 1981. Hun har været gift og skilt seks gange og fødte sit første barn, sønnen Michael Colton, i 2004.

## Karriere
Hendes første store rolle var som Donna Abandando i politidramaserien New York Blues. O'Grady spillede enhedens sekretær fra 1993 til 1996, og blev hvert år nomineret til en Emmy Award for Outstanding Supporting Actress in a Drama Series. O'Grady forlod serien i 1996 og lavede et pilotafsnit til sin egen sitcom, The Gail O'Grady Project, men serien blev ikke købt af nole af tv-kanalerne.
Fra 2002 til 2005 spillede hun moderen, Helen Pryor, i NBCs tv-serie American Dreams, der skildre en ærkeamerikansk familie fra Philadelphia, i 1960'erne. NBC lukkede serien i 2005.
I 2007 fik hun en fast rolle på serien Boston Legal som Gloria Weldon, en dommer med et personligt forhold til advokaten Alan Shore.
4. september 2008 [kunne Entertainment Weeklys Michael Ausiello rapportere at hun skulle spille med i Desperate Housewives som gæstestjerne der har en affære med en teenager.
Hun har også haft gæsteroller i The Mentalist, CSI: Miami, samt Law and Order: SVU.

## Filmografi
| År   | Titel                                 | Rolle                                 | Note                                       |
| ---- | ------------------------------------- | ------------------------------------- | ------------------------------------------ |
| 1986 | Matlock                               | Julia McCullough                      | 2 episoder, 1986–1990                      |
| 1987 | Werewolf                              | Victim in VW                          | Tv                                         |
| 1987 | Billionaire Boys Club                 | Judy                                  | Tv                                         |
| 1988 | Blackout                              | Caroline Boyle                        | aka The Attic                              |
| 1988 | She's Having a Baby                   | Laura                                 |                                            |
| 1988 | In the Heat of the Night              | Pauline Slade                         | 1 episode                                  |
| 1988 | China Beach                           | Georgia Lee                           | 2 episoder                                 |
| 1989 | Nobody's Perfect                      | Shelly                                |                                            |
| 1989 | Superboy                              | Victoria Letour                       | 1 episode                                  |
| 1990 | Sams Bar                              | Laura Walton                          | 1 episode                                  |
| 1990 | Anything But Love                     | Unknown                               | 1 episode                                  |
| 1990 | People Like Us                        | Rebecca Bailey                        | Tv                                         |
| 1990 | Hardball                              | Ukendt                                | 1 episode                                  |
| 1990 | Parker Kane                           | Cindy Ellis                           | Tv                                         |
| 1991 | The Hit Man                           | Sara                                  | Tv                                         |
| 1992 | Spellcaster                           | Jackie                                |                                            |
| 1992 | Hun så et mord                        | Robin Dishman                         | 1 episode                                  |
| 1993 | Time Trax                             | Kristen                               | 1 episode                                  |
| 1993 | Designing Women                       | Kiki Kearney                          | 2 episoder                                 |
| 1993 | Silk Stalkings                        | Betty Whitburn-Marks                  | 1 episode                                  |
| 1994 | Burke's Law                           | Patricia Stone                        | 1 episode                                  |
| 1995 | She Stood Alone: The Tailhook Scandal | Lt. Paula Coughlin                    | Tv                                         |
| 1995 | Trail By Fire                         | Paulette Gill                         | Tv                                         |
| 1995 | Nothing Lasts Forever                 | Dr. Page Taylor                       | Tv                                         |
| 1996 | The Gail O'Grady Project              | Sig selv                              | TV                                         |
| 1996 | Celtic Pride                          | Carol O'Hara                          | Film                                       |
| 1996 | Promised Land                         | Pam Riley                             | 1 episode                                  |
| 1997 | That Old Feeling                      | Rowena                                | Film                                       |
| 1997 | The Three Lives of Karen              | Karen Winthrop/Emily Riggs/Cindy Last | Tv                                         |
| 1997 | Two Voices                            | Kathleen Anneken                      | aka Two Small Voices; Tv                   |
| 1997 | Every 9 Seconds                       | Janet                                 | Tv                                         |
| 1997 | Medusa's Child                        | Vivan Henry                           | Tv                                         |
| 1999 | Two of Hearts                         | Molly Saunders                        | Tv                                         |
| 1999 | New York Blues                        | Donna Abanando                        | 58 episoder; 1993–1999                     |
| 1999 | Deuce Bigalow: Male Gigolo            | Claire                                | Film                                       |
| 1999 | Walking Across Egypt                  | Elaine Rigsbee                        | aka Leading with Her Heart (USA: tv-titel) |
| 2000 | Sleep Easy, Hutch Rimes               | Olivia Wise                           |                                            |
| 2000 | Another Woman's Husband               | Susan Miller                          | Tv                                         |
| 2000 | Out of Sync                           | Maggie Stanley                        | Tv; aka Lip Service                        |
| 2001 | Hostage Negotiator                    | Thersea Foley                         |                                            |
| 2001 | Ally McBeal                           | Helena Fisher                         | 1 episode                                  |
| 2003 | Lucky 7                               | Rachel Myer                           |                                            |
| 2003 | Sex & the Single Mom                  | Jess Gradwell                         | Tvfilm                                     |
| 2004 | The Sure Hand of God                  | Molly Bowser                          |                                            |
| 2004 | Hope Ranch                            | June Anderson                         | Tvfilm                                     |
| 2004 | Tricks                                | Jane                                  |                                            |
| 2005 | More Sex & the Single Mom             | Jess Gradwell                         | Tvfilm                                     |
| 2005 | American Dreams                       | Helen Proyer                          | 61 episoder; 2002–2005                     |
| 2005 | Mayday                                | Anne Metz                             |                                            |
| 2005 | Hot Properties                        | Ava Summerlin                         | 13 episoder                                |
| 2006 | Two and a Half Men                    | Mandi                                 | 2 episoder                                 |
| 2007 | Hidden Palms                          | Karen Hardy                           | 8 episoder                                 |
| 2007 | Monk                                  | Miranda St.Claire/Lovely Rita         | 3 episoder; 2002–2007                      |
| 2007 | While the Children Sleep              | Meghan Eastman                        | Tvfilm                                     |
| 2007 | CSI: Crime Scene Investigation        | Mrs.Rowe                              | 1 episode                                  |
| 2007 | Las Vegas                             | Erin Hudson                           | 1 episode                                  |
| 2007 | Boston Legal                          | Judge Gloria Weldon                   | 7 episoder                                 |
| 2007 | Cane                                  | Senator Finch                         | 1 episode                                  |
| 2007 | All I Want for Christmas              | Sarah Armstrong                       | Tvfilm                                     |
| 2008 | The Mentalist                         | Juniper Tolliver                      | 1 episode                                  |
| 2008 | An American Carol                     | Jane Wagstaffe                        |                                            |
| 2008 | CSI: Miami                            | Dr. Rachel Marsh                      | 1 episode                                  |
| 2008 | Desperate Housewives                  | Anne Schilling                        | 4 episoder                                 |
| 2008 | Empire State                          | Laurel Cochrane                       | Tvfilm                                     |
| 2009 | Law & Order: Special Victims Unit     | Ruth Walker                           | 1 episode                                  |
| 2009 | The House That Jack Built             | Hannah                                |                                            |
| 2009 | Living Out Loud                       | Emily                                 | Tvfilm                                     |
| 2009 | Ghost Whisperer                       | Karen Westen                          | 1 episode                                  |
| 2009 | True Jackson, VP                      | Sophie Girard                         | 1 episode                                  |
| 2009 | Circle                                | Dr. Green                             | completed                                  |
| 2009 | The Deep End                          | Susan Oppenheim                       | 1 episode                                  |
| 2009 | CSI: NY                               | Millie Taylor                         | 1 episode                                  |